# JAM First Process
JAM First Process é o primeiro álbum de estúdio do JAM Project com músicas originalmente compostas para o próprio, e não para animes, tokusatsu ou jogos eletrônicos, como é de praxe em suas "Best Collections". Foi lançado em 21 de março de 2002 pela Victor Entertainment.

## Produção
Ao lado de Best Project ~JAM Project Best Collection~, este é o único álbum gravado com a formação original do grupo: Hironobu Kageyama, Masaaki Endoh, Rica Matsumoto, Eizo Sakamoto e Ichiro Mizuki. As primeiras edições foram lançadas com um DVD com o videoclipe da música "SOULTAKER", do álbum anterior. A capa é uma homenagem ao álbum Machine Head, do Deep Purple.

## Recepção
O CD Journal elogiou a formação da banda e as canções originais, além de comemorar o DVD brinde.

## Faixas
| N.º            | Título                                       | Letras            | Música                    | Duração |  |
| 1.             | "Ready Go!! ~Song for J's Tamashii~"         | Hironobu Kageyama | Yohgo Kohno               | 4:54    |  |
| 2.             | "The End of Day ~Megami Claudia no Sentaku~" | H. Kageyama       | Kenichi Sudo              | 5:14    |  |
| 3.             | "NOTE"                                       | Hitomi Mieno      | Kow Otani e Y. Kohno      | 5:12    |  |
| 4.             | "Girls Be Ambitious"                         | H. Kageyama       | H. Kageyama e Y. Kohno    | 4:47    |  |
| 5.             | "DESPERATE"                                  | Eizo Sakamoto     | Y. Kohno                  | 5:09    |  |
| 6.             | "Meguri Aeta Kiseki"                         | Rica Matsumoto    | K. Sudo                   | 4:16    |  |
| 7.             | "Super Soul"                                 | Masaaki Endoh     | Hideyuki Suzuki e K. Sudo | 4:39    |  |
| 8.             | "Precious"                                   | Mikio Sakai       | Kotaro Nakagawa e K. Sudo | 4:47    |  |
| 9.             | "Mizu ni Utsuru Tsuki ~My Heart"             | H. Mieno          | Kohei Tanaka e K. Sudo    | 4:10    |  |
| 10.            | "Deep So Deep"                               | Yoko Netsu        | H. Kageyama e Y. Kohno    | 5:27    |  |
| Duração total: | Duração total:                               | Duração total:    | Duração total:            | 48:35   |  |

## Integrantes
- Hironobu Kageyama
- Masaaki Endoh
- Ichiro Mizuki
- Rica Matsumoto
- Eizo Sakamoto